# Ланстер
Ланстер (фр. Lanester) град је у Француској, у департману Морбијан.
По подацима из 1999. године број становника у месту је био 21.897.

## Демографија
| 1962.  | 1968.  | 1975.  | 1982.  | 1990.  | 1999.  | 2011.  |
| ------ | ------ | ------ | ------ | ------ | ------ | ------ |
| 16.571 | 19.245 | 21.074 | 21.643 | 22.102 | 21.897 | 22.164 |